# Посадка Ту-124 на Неву
Поса́дка Ту-124 на Неву́ (также известная как чу́до на Неве́) — авиационная авария, произошедшая в среду 21 августа 1963 года. Авиалайнер Ту-124 авиакомпании «Аэрофлот» выполнял плановый регулярный рейс SU-366 по маршруту Таллин — Москва, но после неполадки со стойкой шасси и отказа обоих двигателей приводнился на Неву в Ленинграде. Никто из находившихся на его борту 52-х человек (45 пассажиров и 7 членов экипажа) не пострадал.
Всего известен 21 случай управляемых вынужденных посадок пассажирских авиалайнеров на воду, в десяти из которых при посадке никто не погиб; рейс 366 — один из семи, обошедшихся без жертв (в остальных трёх случаях были утонувшие уже после эвакуации из самолёта).

## Самолёт
Ту-124 (регистрационный номер СССР-45021, заводской 2350701, серийный 07-01) был выпущен ХГАПП в марте 1962 года. 18 апреля того же года был передан Внуковскому ПО ГА авиакомпании «Аэрофлот». Оснащён двумя двухконтурными турбореактивными двигателями Д-20П Пермского моторного завода.

## Экипаж
- Командир воздушного судна (КВС) — 30-летний Виктор Яковлевич Мостовой.
- Второй пилот — Василий Григорьевич Чеченев.
- Штурман — Виктор Царёв.
- Бортмеханик — Виктор Смирнов.
- Бортрадист — Иван Беремин.
- Бортпроводники:

- Александра Михайловна Александрова,
- Виктор Харченко.

## Хронология событий
Рейс SU-366 вылетел из таллинского аэропорта «Юлемисте» в 08:55 и взял курс на Москву. Рейс выполнял Ту-124 борт СССР-45021, на его борту находились 7 членов экипажа и 45 пассажиров. Но вскоре после взлёта экипаж обнаружил, что носовую стойку шасси заклинило в полуубранном положении. Посадка в аэропорту «Юлемисте» была невозможна из-за внезапно сгустившегося тумана, и авиадиспетчеры приняли решение не направлять самолёт в Москву, а посадить в ленинградском аэропорту «Пулково». Лайнер последовал к аэропорту на малой высоте. В аэропорту «Пулково» все экстренные службы были приведены в боевую готовность, к грунтовой полосе, куда самолёт должен был сесть «на брюхо», прибыли пожарная техника и машины скорой помощи.
К 11:00 рейс 366 оказался около Ленинграда и начал облетать город на высоте около 500 метров (по словам второго пилота — 600 метров), вырабатывая авиатопливо для того, чтобы уменьшить вероятность и силу возможного пожара при посадке. Малая высота была выбрана во избежание возможной взрывной декомпрессии и для более быстрой выработки авиатоплива. Экипаж в это же время пытался с помощью шеста через пробитое в полу кабины отверстие полностью выпустить заклинившую носовую стойку шасси.
В 12:10 на восьмом круге (по другим данным — после 16-и кругов), в 21 километре от аэропорта «Пулково», когда, согласно показаниям топливомера, авиатоплива оставалось около 750 литров (по другим данным — 2,5 тонны; достаточное количество, чтобы долететь до «Пулково»), двигатель № 1 (левый) остановился (по другой версии — авиатопливо было, но не поступало в двигатель). Экипажу было дано разрешение на сквозной пролёт к аэропорту «Пулково» через центр города, но через короткое время остановился двигатель № 2 (правый), и лайнер начал планировать с высоты 500 метров (по словам второго пилота — 600 метров) над центром города. Экипаж решил попытаться совершить приводнение на поверхность Невы. Падение после выключения второго двигателя до приводнения продолжалось всего 14 секунд. Командир передал управление второму пилоту, служившему в военно-морской авиации и имевшему опыт приводнения самолёта. Перед приводнением второй пилот грамотно сориентировал Ту-124 и не допустил его заныривания в воду и удара хвостовой частью об воду.
В 12:15 рейс SU-366 пролетел над домом № 6 по Малоохтинскому проспекту, затем в четырёх метрах над мостом Александра Невского (в то время — строящегося) и приводнился в районе Финляндского железнодорожного моста, по одной оценке примерно за 200 м до него, а по оценкам экипажа — всего в 20—25 м от опоры моста. Посадка на воду была совершена между мостом Александра Невского и железнодорожным мостом, напротив Александро-Невской лавры (на левом берегу) и улицы Таллинской (на правом берегу Невы), ширина реки в этом месте — около 400 метров. Проходивший в тот момент паровой буксир оттянул самолёт к правому берегу Невы. Для крепления буксировочного троса было разбито стекло в кабине экипажа. Пассажиры и экипаж эвакуировались из самолёта и позднее были отправлены в Москву.
Позднее специальный пароход с водосливом стал откачивать воду из самолёта. Тем не менее вода из пробоин в фюзеляже прибывала, и к утру 22 августа борт СССР-45021 затонул. 23 августа под самолёт подвели понтоны и буксиром оттащили на территорию нынешнего комплекса «Ленэкспо» к Шкиперскому протоку, где базировалась войсковая часть.

## Известные пассажиры
- Епископ Таллинский Алексий (Ридигер), будущий патриарх Алексий II[22]. Данный факт им самим никогда не упоминался[источник не указан 1280 дней].

## Дальнейшие события

Экипаж рейса 366. Слева направо: бортмеханик Смирнов, штурман Царёв, бортрадист Беремин, КВС Мостовой и второй пилот Чеченев

Первоначально комиссия, расследовавшая причины аварии, возложила ответственность на экипаж, но позже обвинения с пилотов были сняты. Вдова командира Виктора Мостового в интервью газете «Известия» говорила, что он и его коллеги были представлены к наградам (Ордену Красной Звезды), но указ о награждении в итоге не был подписан.
Командир Виктор Мостовой и штурман Виктор Царёв по распоряжению руководства «Аэрофлота» получили двухкомнатные квартиры. По некоторым сведениям, Мостовой после неудачной учёбы в Академии гражданской авиации уехал в Краснодарский авиаотряд. Капитана буксира Юрия Викторовича Поршина наградили почётной грамотой и часами.
Виктор Мостовой до 1978 года работал в 200-м авиаотряде, потом до 1988 года работал начальником смены в аэропорту «Внуково», откуда ушёл на пенсию после инфаркта. В 1989 году с семьёй эмигрировал в Израиль, где умер в Кирьят-Гате в 1997 году в возрасте 64-х лет. В последние годы жизни работал рабочим на фабрике.
Второй пилот Василий Чеченев после аварии был повышен до командира экипажа, а затем до КВС-инструктора. Умер в 2002 году.
35 лет спустя (в 1998 году) участники приводнения Ту-124 на Неву участвовали в телепередаче «Как это было» (вышла в эфир в феврале 1999 года).
В одной из статей в прессе утверждалось, что Василий Чеченев в какой-то момент признался: «увлечённость» экипажа ремонтом шасси во время кружения вокруг города привела к тому, что был упущен момент, когда авиатопливо иссякло полностью, хотя в той же статье упоминалось, что комиссия установила: топливомеры показывали, что оставалось ещё 1300 кг горючего. Также версии об утверждении Чеченева об иссякшем топливе прямо противоречит его же утверждение в телепередаче «Как это было», он назвал одной из причин аварии возможное несовершенство топливной системы, в которой, несмотря на показания датчиков указания авиатоплива о наличии топлива в баках, топливо перестало поступать из баков при накренении самолёта.

## Дальнейшая судьба самолёта

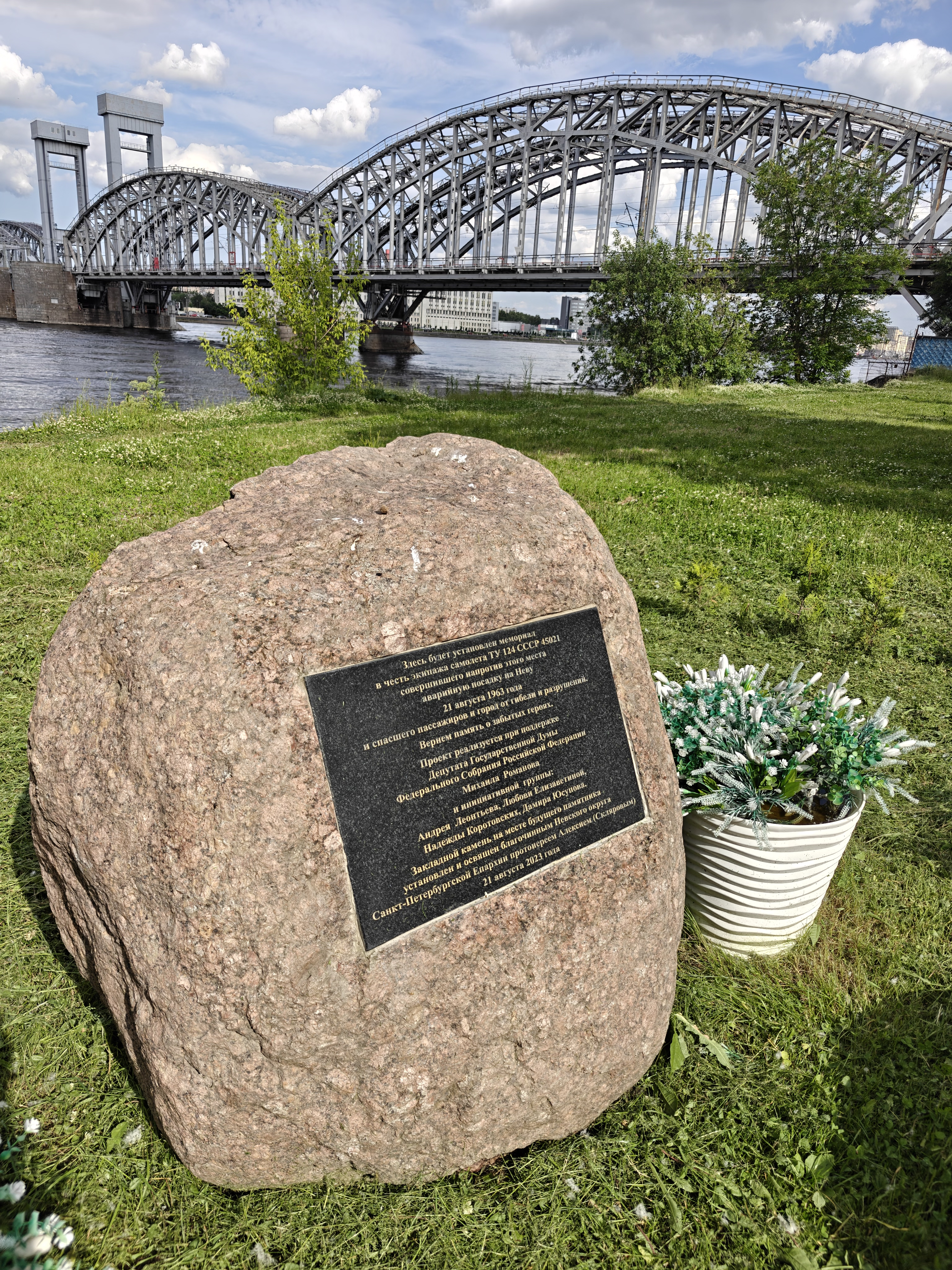
Закладной камень на месте происшествия

Было принято решение списать самолёт из-за поломок. После восстановления борт СССР-45021 в разобранном виде был отправлен в Кирсановскую авиашколу (Кирсановское АТУ ГВФ, с 15 сентября 1964 года — Кирсановское АТУ ГА в Тамбовской области), где он служил авиатренажёром для курсантов училища. В 1970 году самолёт был разделан на металлолом.

### Комментарии
1. ↑  До этого происшествия самолётам разрешали летать над Ленинградом на высоте около 400 метров, но после него предписали облетать за городской чертой